# Давид ди Донателло 1972
17-я церемония вручения наград премии «Давид ди Донателло» состоялась 22 июля 1972 года в Театре в Тавромении.

## Победители

### Лучший фильм
- Рабочий класс идет в рай, режиссёр Элио Петри (ex aequo)
- Такая необычная любовь, режиссёр Альберто Бевилаккуа (ex aequo)

### Лучшая режиссура
- Франко Дзеффирелли — Брат Солнце, сестра Луна (ex aequo)
- Серджо Леоне — За пригоршню динамита (ex aequo)

### Лучшая женская роль
- Клаудия Кардинале — Красивый, честный эмигрант в Австралии хотел бы жениться на девушке-соотечественнице

### Лучшая мужская роль
- Альберто Сорди — Задержанный в ожидании суда (ex aequo)
- Джанкарло Джаннини — Мими-металлист, уязвленный в своей чести (ex aequo)

### Лучший иностранный режиссёр
- Джон Шлезингер — Воскресенье, проклятое воскресенье

### Лучшая иностранная актриса
- Элизабет Тейлор — Зи и компания

### Лучший иностранный актёр
- Хаим Тополь — Скрипач на крыше

### Лучший иностранный фильм
- Французский связной, режиссёр Уильям Фридкин

### David Speciale
- Марианджела Мелато за его работу в Рабочий класс идет в рай и Мими-металлист, уязвленный в своей чести
- Ванесса Редгрейв и Гленда Джексон за свои выступления в Мария – королева Шотландии
- Фолько Куиличи режиссёр Океан
- Жан-Луи Трентиньян
- Ален Делон